# Campionato europeo maschile under 17 di calcio 2025
Il campionato europeo di calcio Under-17 2025 è stata la 22ª edizione del torneo organizzato dalla UEFA. È stato vinto dal Portogallo, che ha battuto in finale il Francia, aggiudicandosi il titolo per la terza volta nella sua storia.
La fase finale si è disputata in Albania dal 19 maggio al 1º giugno 2025. Sono state ammesse alla fase finale 8 squadre, e al torneo hanno partecipato solo i giocatori nati dopo il 1º gennaio 2008.

## Squadre qualificate
| Squadra     | Metodo di qualificazione     | Partecipazioni | Ultima partecipazione | Miglior risultato             |
| ----------- | ---------------------------- | -------------- | --------------------- | ----------------------------- |
| Albania     | Nazione ospitante            | 1              | —                     | Debutto                       |
| Italia      | 1ª classificata nel Gruppo 1 | 13             | 2024                  | Vincitore (2024)              |
| Germania    | 1ª classificata nel Gruppo 2 | 15             | 2023                  | Semifinali (2009, 2023)       |
| Francia     | 1ª classificata nel Gruppo 3 | 16             | 2024                  | Vincitore (2004, 2015, 2022)  |
| Portogallo  | 1ª classificata nel Gruppo 4 | 12             | 2024                  | Vincitore (2003, 2016)        |
| Rep. Ceca   | 1ª classificata nel Gruppo 5 | 8              | 2024                  | Finalista (2006)              |
| Belgio      | 1ª classificata nel Gruppo 6 | 9              | 2022                  | Semifinali (2007, 2015, 2018) |
| Inghilterra | 1ª classificata nel Gruppo 7 | 17             | 2024                  | Vincitore (2003)              |

## Città e stadi
| Durazzo                             | Elbasan                          |
| ----------------------------------- | -------------------------------- |
| Stadio Niko Dovana Capienza: 13 000 | Elbasan Arena Capienza: 12 800   |
|                                     |                                  |
| Durazzo Elbasan Rrogozhinë Tirana   |                                  |
| Rrogozhinë                          | Tirana                           |
| Egnatia Arena Capienza: 4 000       | Arena Kombëtare Capienza: 22 500 |
|                                     |                                  |

## Fase a gironi

### Regolamento
Le prime due squadre di ogni girone si qualificano alle semifinali del torneo.
Se due o più squadre dello stesso girone sono a pari punti al termine della fase a gironi, per determinare la classifica si applicano i seguenti criteri nell'ordine indicato:
- maggior numero di punti nelle partite disputate fra le squadre in questione (scontri diretti);
- miglior differenza reti nelle partite disputate fra le squadre in questione;
- maggior numero di gol segnati nelle partite disputate fra le squadre in questione.

Se alcune squadre sono ancora a pari merito dopo aver applicato questi criteri, essi vengono riapplicati esclusivamente alle partite fra le squadre in questione per determinare la classifica finale.
Se la suddetta procedura non porta a un esito, si applicano i seguenti criteri:
- miglior differenza reti in tutte le partite del girone;
- maggior numero di gol segnati in tutte le partite del girone;
- migliore condotta fair play al torneo, calcolata partendo da 10 punti per squadra, che vengono decurtati in questo modo:
  1. ogni ammonizione: un punto;
  2. ogni doppia ammonizione o espulsione: tre punti;
  3. ogni espulsione diretta dopo un'ammonizione: quattro punti;
- sorteggio.

Se due squadre che hanno lo stesso numero di punti e lo stesso numero di gol segnati e subiti si sfidano nell'ultima partita del girone e sono ancora a pari punti al termine della giornata, la classifica finale viene determinata tramite i tiri di rigore, purché nessun'altra squadra del girone abbia gli stessi punti al termine della fase a gironi.

### Girone A

#### Classifica
| Pos. | Squadra    | Pt | G | V | N | P | GF | GS | DR  |
| ---- | ---------- | -- | - | - | - | - | -- | -- | --- |
| 1.   | Francia    | 7  | 3 | 2 | 1 | 0 | 7  | 0  | +7  |
| 2.   | Portogallo | 7  | 3 | 2 | 1 | 0 | 6  | 1  | +5  |
| 3.   | Germania   | 3  | 3 | 1 | 0 | 2 | 5  | 5  | 0   |
| 4.   | Albania    | 0  | 3 | 0 | 0 | 3 | 0  | 12 | -12 |

#### Risultati
| Arbitro: | Kolarić |

|  |           |                                                     |
|  | Marcatori | 36’ Quintas 68’ (rig.) Mide 82’ Cabral 90+2’ Soares |

| Arbitro: | Kooij |

|  |           |                                   |
|  | Marcatori | 1’ Azizi 12’ N'Guessan 78’ Batola |

| Arbitro: | Umudlu |

|  |           |                                                         |
|  | Marcatori | 7’ J. Mensah 20’ Staff 66’ Mike 85’ (rig.) Oteng Mensah |

| Tirana 22 maggio 2025, ore 20:30 UTC+1 | Francia | 0 – 0 referto | Portogallo | Arena Kombëtare (3 013 spett.)\| Arbitro: \| Kuzma \| |
| Arbitro:                               | Kuzma   |               |            |                                                       |

| Arbitro: | Derevinskyi |

|                                               |           |  |
| Diandaga 33’ Coulibaly 51’ N'Guessan 66’, 79’ | Marcatori |  |

| Arbitro: | Redder |

|                         |           |             |
| Soares 76’ Banjaqui 89’ | Marcatori | 72’ Isbruch |

### Girone B

#### Classifica
| Pos. | Squadra     | Pt | G | V | N | P | GF | GS | DR |
| ---- | ----------- | -- | - | - | - | - | -- | -- | -- |
| 1.   | Italia      | 9  | 3 | 3 | 0 | 0 | 8  | 4  | +4 |
| 2.   | Belgio      | 4  | 3 | 1 | 1 | 1 | 5  | 4  | +1 |
| 3.   | Inghilterra | 4  | 3 | 1 | 1 | 1 | 7  | 7  | 0  |
| 4.   | Rep. Ceca   | 0  | 3 | 0 | 0 | 3 | 4  | 9  | -5 |

#### Risultati
| Arbitro: | Kuzma |

|               |           |                  |
| Rodriguez 12’ | Marcatori | 49’ N. Fernandez |

| Arbitro: | Derevinskyi |

|                      |           |         |
| Inacio 38’ Arena 42’ | Marcatori | 53’ Srb |

| Arbitro: | Redder |

|                            |           |           |
| Camara 24’, 42’ Gielen 45’ | Marcatori | 65’ Čížek |

| Arbitro: | Kooij |

|                                                           |           |                    |
| Inacio 10’ (rig.) De Paoli 37’ Campaniello 67’ Luongo 77’ | Marcatori | 23’, 49’ Rodriguez |

| Arbitro: | Kolarić |

|                    |           |                        |
| De Wannemacker 12’ | Marcatori | 62’, 78’ (rig.) Inacio |

| Arbitro: | Lata |

|                           |           |                                             |
| Palaščák 59’ Sochůrek 89’ | Marcatori | 5’ Dowman 15’ Rodriguez 37’ Howell 40’ Gray |

## Fase a eliminazione diretta

### Tabellone
|  | Semifinali | Semifinali       | Semifinali |            |         | Finale  | Finale | Finale |  |
|  |            |                  |            |            |         |         |        |        |  |
|  | 1A         | Francia          | 3          |            |         |         |        |        |  |
|  | 1A         | Francia          | 3          |            |         |         |        |        |  |
|  | 2B         | Belgio           | 2          |            |         |         |        |        |  |
|  | 2B         | Belgio           | 2          |            | Francia | Francia | 0      |        |  |
|  |            |                  |            |            | Francia | Francia | 0      |        |  |
|  |            |                  | Portogallo | Portogallo | 3       |         |        |        |  |
|  | 1B         | Italia           | Portogallo | Portogallo | 3       | 2 (3)   |        |        |  |
|  | 1B         | Italia           |            |            |         |         |        |        |  |
|  | 2A         | Portogallo (dtr) | 2 (4)      |            |         |         |        |        |  |

### Semifinali
| Arbitro: | Redder |

|                                         |           |                                    |
| A. Camara 42’ Matondo 50’ N'Guessan 54’ | Marcatori | 45+2’ (rig.) N. Fernandez 79’ Wins |

| Arbitro: | Kooij |

|                                               |                      |                                         |
| Inacio 20’ Baralla 59’                        | Marcatori            | 28’ Manuel 67’ Soares                   |
| Comotto Prisco Giani Inacio Maccaroni Iddrisa | Tiri di rigore 3 – 4 | Soares Pereira Neves Mide Dbouk Chelmik |

### Finale
| Arbitro: | Derevinskyi |

|  |           |                                |
|  | Marcatori | 30’ Cabral 38’ Cunha 60’ Neves |

## Statistiche

### Classifica marcatori
5 reti
- Samuele Inacio (2 rig.)

4 reti
- Alejandro Rodriguez
- Djylian N'Guessan

3 reti
- Tomás Soares

2 reti
- Ali Camara
- Noah Fernandez (1 rig.)
- Anísio Cabral

1 rete
- August De Wannemacker
- Wout Gielen
- Axl Wins
- Kryštof Čížek
- Martin Palaščák
- Hugo Sochůrek
- Matouš Srb
- Max Dowman
- Harry Gray
- Harry Howell
- Ilyas Azizi
- Christ Batola
- Abdoulaye Camara
- Djibril Coulibaly
- Hermann Diandaga
- Rudy Matondo
- Lasse Isbruch
- Jeremiah Mensah
- Wisdom Mike
- Keziah Oteng Mensah (1 rig.)
- Alexander Staff
- Antonio Arena
- Alessio Baralla
- Thomas Campaniello
- Cristiano De Paoli
- Andrea Luongo
- Daniel Banjaqui
- Duarte Cunha
- Stevan Manuel
- Mateus Mide (1 rig.)
- Gil Neves
- Rafael Quintas